# Ommata brevipennis
Ommata brevipennis là một loài bọ cánh cứng trong họ Cerambycidae.